# Набиево
Наби́ево (баш. Нәби, неофиц. Бәйғәмбәр ) — деревня в Бурзянском районе Республики Башкортостан Российской Федерации. Входит в состав Старомунасиповского сельсовета.

## География

### Географическое положение
Расстояние до:
- районного центра (Старосубхангулово): 25 км,
- центра сельсовета (Новомунасипово): 3 км,
- ближайшей железнодорожной станции (Белорецк): 132 км.

## Население
| 2002 | 2009 | 2010 |
| ---- | ---- | ---- |
| 555  | ↗576 | ↘472 |

Согласно переписи 2002 года, преобладающая национальность — башкиры (100 %).

### Фамилии
Наиболее часто встречающиеся фамилии: Сатваловы (Сатыбаловы), Хисаметдиновы, Тляубаевы, Мухаметгалины, Мирасовы, Хисматуллины, Рахматуллины, Ягафаровы, Набиуллины, Ибатуллины, Янчурины, Валиевы, Кутлугалямовы.

## Религия
В деревне есть мечеть Нур.

## Известные уроженцы
- Сулейманов, Ахмет Мухаметвалеевич (1939—2016) — башкирский учёный-фольклорист, председатель исполкома Всемирного курултая (конгресса) башкир.
- Сулейманов, Джалиль Ахметович (род. 16 марта 1968 года) — живописец, заслуженный художник Республики Башкортостан (2011), член Союза художников РФ с 1996 года.